# 美しい訣れの朝
「美しい訣れの朝」（うつくしいわかれのあさ）は、中田喜直の女声合唱組曲。作詩は阪田寛夫。

## 概説
1963年（昭和38年）度文化庁芸術祭参加作品として、RKB毎日放送の委嘱により作曲され同年度の芸術祭奨励賞を受賞した。放送初演は同年11月17日、合唱＝RKB毎日女声合唱団、指揮＝米倉美枝、ピアノ＝川口耕平。
中田は昭和20年代に女声合唱曲の小品を多く書いていて、NHKのラジオ番組「花のコーラス」で放送された曲を「中田喜直女声合唱曲集I」としてまとめた。当時の合唱界はおかあさんコーラスが盛んになり始めたころで、この曲集は「女声合唱のバイブル」と評されるほどの好評を得た。その後中田は、「ぼくは最初、女声合唱は、あの一集のようにやさしくて抒情的なものだと思っていたんですが、木下保さんの日本女子大の合唱を聴いていたら、女声もスケールの大きい曲が歌えるのだということに気がついて」、女声合唱の大曲を志向するようになる。また芸術祭参加のために各放送局が競って作曲家に合唱曲を委嘱した時代背景もあり、中田も芸術祭のための組曲を書くようになっていた。
5編の詩は、夫に先立って死んでいく妻のレクイエム、或いは「女の愛と生涯」を描く。「当時はこの曲を歌えるのは日本じゅうで五、六団体しかないって言われました」ほどの難度の曲として当時は迎えられたが、「いまはおかあさんたちもだんだん技術が上がってきたから、むずかしい曲を、むずかしい曲をという傾向になりましたね。」「このごろは高校生、中学生まで歌うんですからね。やっぱり技術的に進歩してるんですよ。」等、合唱団の技術水準の向上により現在では幅広い世代の女声合唱団に歌われている。もっとも合唱指揮者の辻正行は「今は中学生も歌っているということですけど、ちょっと早すぎますね。高校生だって早いと思います。やっぱり成人した女性の歌ですよ。それこそ、おかあさんコーラスにちょうどいい。」といて、早期化の傾向に批判的である。

## 曲目
全5楽章からなる。
1. あなたはいつも
終始ヘ短調で、病床で夫の帰りを待つ女の思い。
2. くちなし
臭いつつ腐るという「くちなし」の花を自らに重ねる、老いと死に向かう女の諦め。
3. お母さん
曲頭に「静かに（語るように）（あえぐような気で、ささやくように）」との指示がある。女は幼い頃の母を思い、子どもに戻ったように甘え、嘆く。
4. おやすみ　ぼくチン-生まれなかった子供への子守唄-
ついに生まれることのなかった子に対する、温かい母としての声。
5. 赤い風船
転調を頻繁に繰り返す。女はついに天へと帰っていく。

## 楽譜
カワイ出版から出版されている。